# Мендзиздроє (гміна)
Гміна Мендзиздроє (пол. Gmina Międzyzdroje) — місько-сільська гміна у північно-західній Польщі. Належить до Каменського повіту Західнопоморського воєводства.
Станом на 31 грудня 2011 у гміні проживало 6699 осіб.

## Територія
Згідно з даними за 2007 рік площа гміни становила 117.17 км², у тому числі:
- орні землі: 3.00%
- ліси: 42.00%

Таким чином, площа гміни становить 11.64% площі повіту.

## Населення
Станом на 31 грудня 2011:
| Опис     | Загалом | Загалом | Чоловіки | Чоловіки | Жінки | Жінки |
| -------- | ------- | ------- | -------- | -------- | ----- | ----- |
| одиниця  | осіб    | %       | осіб     | %        | осіб  | %     |
| все      | 6699    | 100     | 3180     | 47.47    | 3519  | 52.53 |
| міське   | 5594    | 100     | 2625     | 46.93    | 2969  | 53.07 |
| сільське | 1105    | 100     | 555      | 50.23    | 550   | 49.77 |

## Сусідні гміни
Гміна М'єндзиздроє межує з такими гмінами: Волін, Степниця.